# Ischnocolus hancocki
Ischnocolus hancocki là một loài nhện trong họ Theraphosidae.
Loài này thuộc chi Ischnocolus. Ischnocolus hancocki được miêu tả năm 1990 bởi Smith.